# Believe (Savatage)
Believe è una compilation del gruppo musicale heavy metal statunitense Savatage, pubblicato nel 1998 dalla Zero Corporation in Giappone.

## Tracce
1. Believe
2. Visions (Instrumental)
3. Taunting Cobras
4. Handful of Rain
5. Chance
6. Sarajevo
7. This is the Time (1990)
8. This Isn't What We Meant
9. Christmas Eve (Sarajevo 12-24) (Instrumental)
10. Edge of Thorns
11. Gutter Ballet
12. The Dungeons are Calling
13. Sirens
14. Criss Intro
15. Hall of the Mountain King
16. Alone You Breatheeee